# Sampo Terho
Sampo Terho (20 settembre 1977) è un politico finlandese.
Esponente dei Veri Finlandesi, dall'aprile 2011 all'aprile 2015 è stato europarlamentare, iscritto al Gruppo dei Conservatori e dei Riformisti Europei.